# Stora Hoparegränd och himmelriket
Stora Hoparegränd och himmelriket är en svensk dramafilm från 1949 i regi av Gösta Folke. I huvudrollerna ses Erik Hell, Agneta Prytz, Stig Järrel och Ingrid Borthen.

## Handling
Erik Andersson (Erik Hell) är en fattig uppfinnare som bor på Stora Hoparegränd i Gamla stan. Han träffar expediten Lillemor (Agneta Prytz) och de talar om att gifta sig. Andersson blir klar med en uppfinning och kontaktar en företagsdirektör (Stig Järrel), om han kan tänkas vara intresserad. Andersson attraheras nästan omedelbart av direktörens hustru Astrid (Ingrid Borthen). Det går så långt att Erik tänker avbryta sin relation med Lillemor.
När han besöker Lillemor för sista gången i strumpbutiken där hon arbetar svimmar han och förs till sjukhus. Väl där visar det sig att han har en hjärntumör. Han genomgår en operation, vilken dock misslyckas. Läkaren berättar för Lillemor att Erik kommer att dö, men Erik själv får inget veta. Av sin mor (Elsa Widborg) får han veta sanningen och beskedet gör honom vild av förtvivlan. Han kastar ut Lillemor från sjukhusrummet och skriker att han inte vill ha mer medlidande och hyckleri.
Lillemor återvänder till sjukhuset och förklarar att hon är gravid och att Erik ska bli far. Beskedet går rakt in i hjärtat på Erik och hans vrede blir som förbytt. Han inser att livet kommer att gå vidare när han är borta. Han dör med frid i hjärtat.

## Rollista
- Erik Hell	– Erik Andersson, ingenjör
- Agneta Prytz – Lillemor, expedit
- Stig Järrel – direktör P. Wiland vid Stål & Maskiner
- Ingrid Borthen – Astrid Wiland, direktör Wilands fru
- Carl Ström – Elofsson, f.d. hovkapellist
- Elsa Widborg – Eriks mor
- Åke Fridell – Bister
- Hans Strååt – frälsningssoldat
- Naemi Briese – Birgit, Elofssons dotter, gatflicka
- Otto Moskovitz – Lillen (krediterad som Kiki)
- Julia Cæsar – fröken Jenny Tegenstedt
- Olav Riégo – professor Benatsky, läkare
- Gösta Flyger – underläkare
- Julie Bernby – fröken Svensson, Birgits väninna
- Georg Skarstedt – Wilands vaktmästare
- Gunnar Fant – borgmästaren
- Hanny Schedin – lytt gatflicka
- Barbro Elfvik – Rose, expedit
- Toivo Pawlo – kandidat Filipsson, inneboende hos Eriks mor
- Alexander Baumgarten – Pant-Johan, pantlånaren
- Ragnar Arvedson – major Frost, styrelseledamot i Stål & Maskiner
- Börje Mellvig – pastor Vanbro, styrelseledamot i Stål & Maskiner
- Nils Ohlin – disponent von Steifvert, styrelseledamot i Stål & Maskiner
- Rudolf Wendbladh – bankir Lorentsson, styrelseledamot i Stål & Maskiner
- Agda Helin – Bisters väninna
- Bengt Brunskog – Wilands springpojke

Ej krediterade
- Lars Lindström – Wilands son
- Birger Sahlberg – rödbrusig man hos Birgit och hennes väninna
- John E. Björling – Birgits mördare
- Svea Holm – fet dam på Kornhamnstorg som Erik stöter till
- Stig Johanson – Gösta, Eriks kamrat
- Arne Källerud – en dansande på Nalen
- Nina Scenna – frälsningssoldat
- Monica Nielsen – flickan med trasdockan
- Erna Groth – serveringshjälp på Wilands middag
- Gita Gordeladze – serveringshjälp på Wilands middag
- Folke "Göken" Andersson	– violinisten på Nalen
- Nisse Skoog – trumpetaren på Nalen
- Rolf Blomquist – altsaxofonisten på Nalen

Bortklippta i den slutliga filmen
- Knut Frankman – metande gubbe på Norrbro

## Filmteam
- Karl-Arne Bergman – inspicient
- Gösta Folke – regi
- Olle Jakobsson – ljudtekniker
- Lennart Landheim – produktionsledare
- Bibi Lindström – arkitekt
- Rune Lindström – manus
- Börje Lundh – smink
- Alva Lundin – förtexter
- Kick Palmgren  – scripta
- Göran Strindberg – fotograf, kompletterande regi (ej krediterad)
- Lille Bror Söderlundh – originalmusik
- Tore Zetterholm – manus, förlaga
- Lennart Wallén – klippning

## Om filmen
Filmens förlaga var romanen Stora Hoparegränd och himmelriket av författaren Tore Zetterholm. Den utgavs första gången 1940, men utkom i en nyutgåva 1949 i anslutningen till filmens premiär det året. Romanen omarbetades till filmmanus av Zetterholm och Rune Lindström. Filmen spelades in mellan den 24 augusti och 17 oktober 1949 med Göran Strindberg som fotograf. Interiörerna spelades in i Sandrewateljéerna i den så kallade B-hallen samt på Lästmakargatan i Stockholm. Exteriörerna togs på en rad olika platser i Stockholm: Kungsträdgården, Stadsgårdskajen, Värtahamnen, Allmänna gränd på Djurgården, ombord på Djurgårdsfärjan, i operationssalen på Serafimerlasarettet, i väntrummet och korridoren på Karolinska sjukhuset, Johannes kyrkogård, Stockholms rådhus och Café de Bolevard. Därtill användes en rad adresser i Gamla stan: Stora Hoparegränd, Skeppar Karls gränd, Kindstugatan, Köpmantorget, Tyska brunnsplan, Slottsbacken och Riksbron.
Filmen producerades och distribuerades av Svenska AB Nordisk Tonefilm och klipptes samman av Lennart Wallén. Lille Bror Söderlundh komponerades originalmusik till filmen. Filmen är svartvit och samtliga dialoger är på svenska.
Urpremiären ägde rum den 26 december 1949 på biograf Skandia i Stockholm. Den har också visats i Sveriges Television tre gånger: 1972, 1991 och 1997.

## Mottagande
Helge Åkerhielm var övervägande positiv i sin recension. Han menade att Folkes filmmiljöer "verkligen lever" och ansåg även att filmen fångar den Gamla stadsstämning som är ett "bärande moment" i romanen. Han underströk dock att filmen inte är "fri från svagheter", men att den ändå höjer sig "skyhögt över genomsnittet".
Harry Schein var desto mer kritisk i sin recension och kallade filmen för "Berömvärt ambitiös och ärlig, men filmatiskt ofullgången och innehållsmässigt i naivaste laget." Han menade att regissören gjort vad han kunnat av ett manus som var "klumpigt" och "orytmiskt". Han berömde emellertid fotografen Strindbergs och huvudrollsinnehavaren Hells insatser.
I Dagens Nyheter var signaturen C B-n mycket upprörd över hur filmen skildrar överklassen. Recensenten menade att bilden var en "orättvis, ensidig karikering" av denna och frågade sig retoriskt om manusförfattarna och regissören verkligen tror att affärsvärlden "dirigeras av sådana smokingprydda gangsters" som uppvisas i filmen.